# 波普拉卡鄉

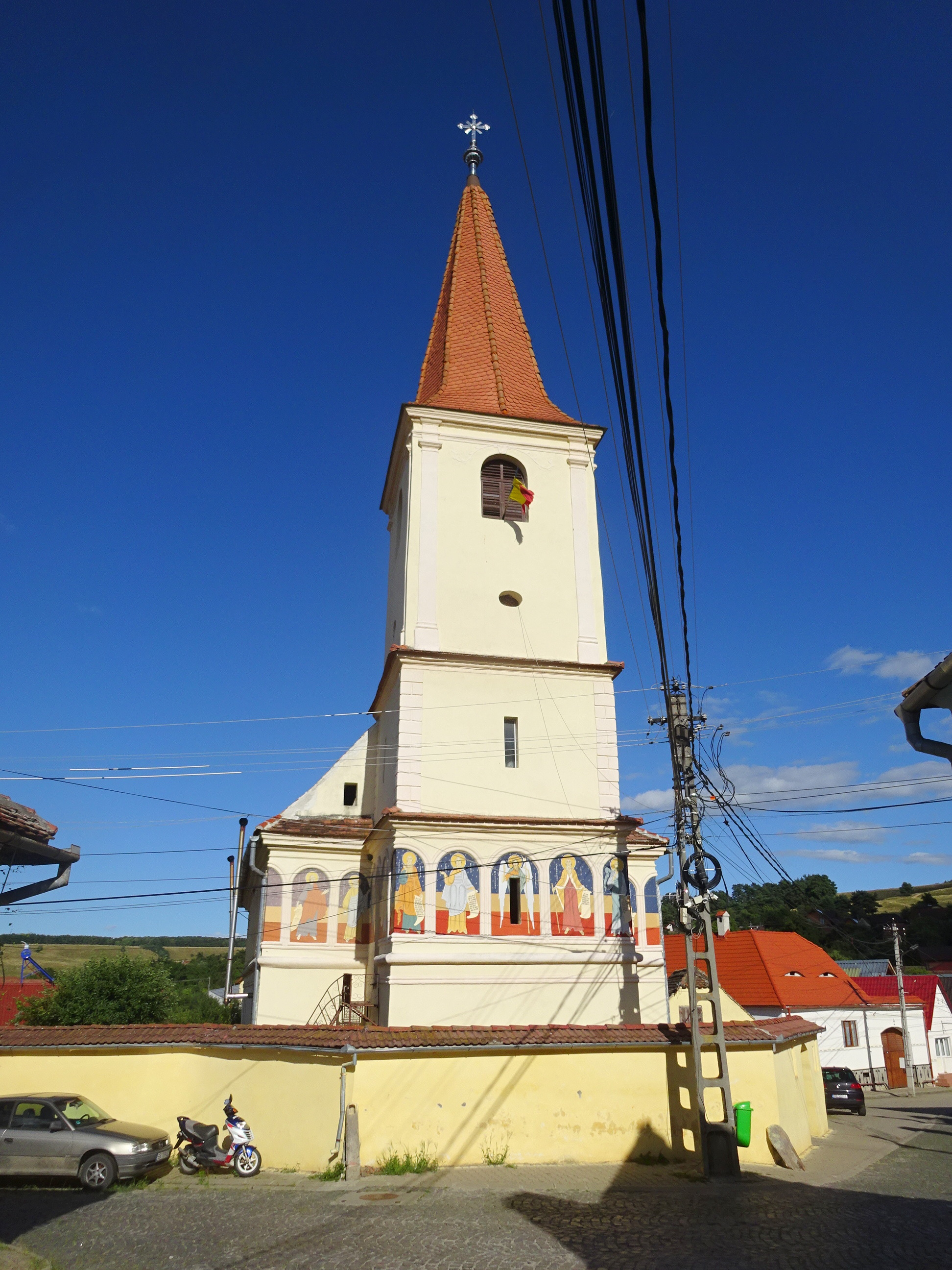
位於波普拉卡鄉的聖約翰浸禮會聖誕教堂

45°43′37″N 24°3′11″E / 45.72694°N 24.05306°E
波普拉卡鄉（羅馬尼亞語：Comuna Poplaca, Sibiu），是羅馬尼亞的鄉份，位於該國中部，由錫比烏縣負責管轄，面積35平方公里，海拔高度518米，2007年人口1,729，人口密度每平方公里50人。